# Liste des préfets des Ardennes
La liste des préfets des Ardennes est détaillée depuis la création de l'institution préfectorale. 
L'exercice de cette fonction d'administration dans ce département est marquée par la dimension démographique et économique de ce territoire, par son particularisme protestant et par sa position aux frontières septentrionales de la France.

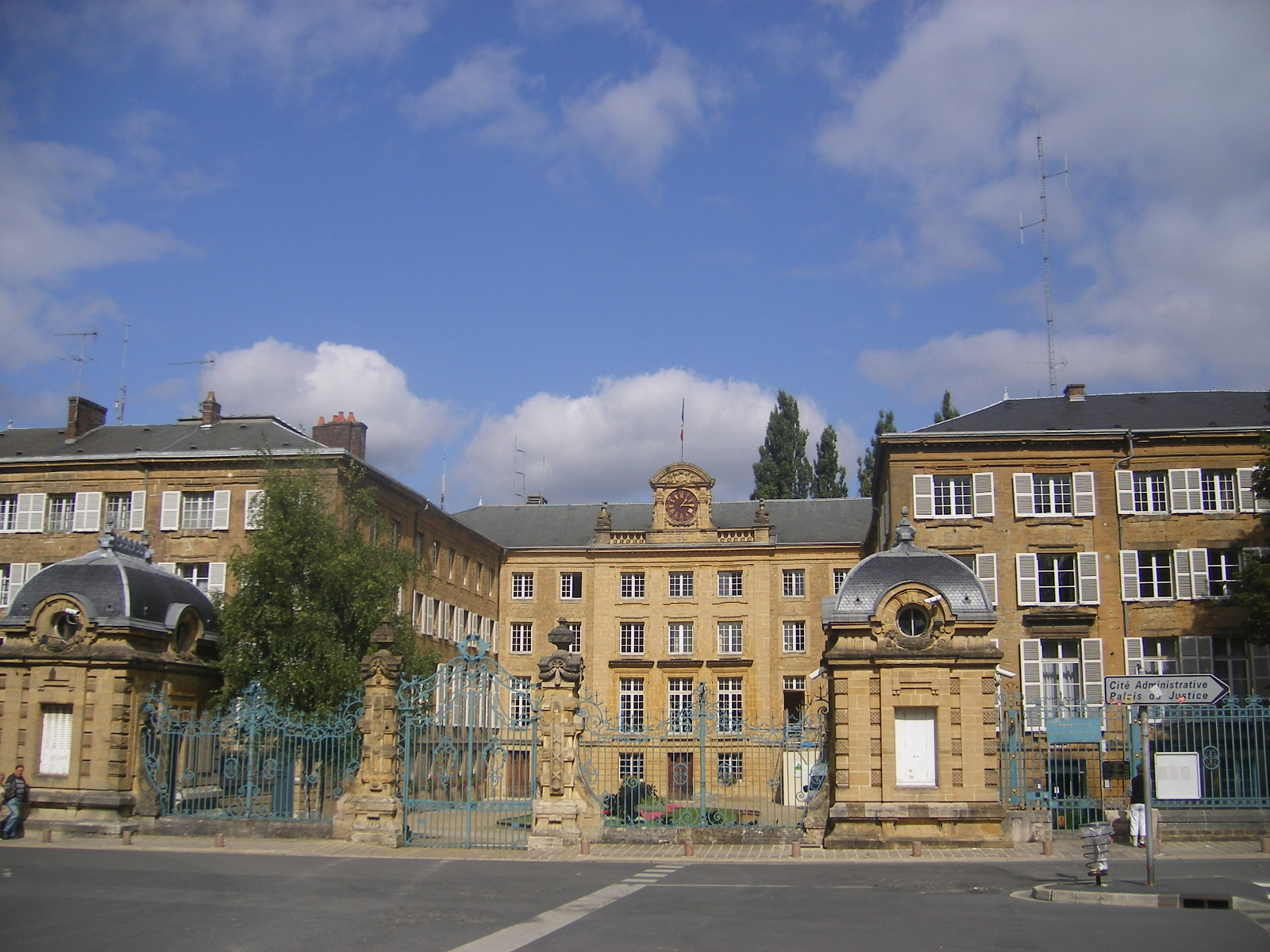
Préfecture des Ardennes

## Principales caractéristiques

### Origine des préfets
Dès la création de cette institution par la Loi du 28 pluviôse an VIII et les premières nominations, une règle s'impose : le préfet des Ardennes n'est pas originaire des Ardennes. Louis Tirman constitue la seule exception.  Un seul est né de nationalité étrangère, le préfet Pierre N'Gahane, dont la carrière au sein de l'université française puis de la haute-administration a été souvent mise en avant comme un exemple d'ouverture et de diversité au sein des «élites» de la nation française.
Sur les 74 préfets qui se sont succédé de 1800 à 2012, un seul est une femme, Catherine Delmas-Comolli.
Les premiers préfets, sous le Consulat, le Premier Empire, et la Restauration, ont le plus souvent été nommés à la suite de recommandations politiques, et pour avoir montré leurs qualités politiques et leurs fidélités au régime en place. À partir de la monarchie de Juillet, ils sont davantage choisis au sein des secrétariats généraux et des sous-préfectures, accédant au poste de préfet après un parcours significatif dans l'administration préfectorale ou dans l'administration centrale. Quelques périodes se caractérisent par des ruptures dans les évolutions vers les responsabilités de préfet : le début de la Troisième République puis la libération de la France en 1944 et le début de la Quatrième République. Sous la Troisième République, les réseaux de la franc-maçonnerie jouent également un rôle occulte non négligeable.
Plusieurs préfets sont passés de diverses administrations (armée, police, université, etc.) à une carrière préfectorale. Il est devenu également assez courant que des préfets prolongent leur carrière dans le privé. Le passage de fonction de dirigeant d'entreprise à des fonctions de préfets reste par contre exceptionnel, et c'est le parcours de la seule préfète, Catherine Delmas-Comolli, avec plusieurs allers retours entre des responsabilités dans la fonction publique et dans des entreprises privées.

### La formation initiale
La formation de base est dès le début une formation en droit. Dans les premières années, une formation complémentaire est assurée par l'auditorat du Conseil d'État créé le 19 germinal an XI, supprimé sous la Restauration, rétabli en 1824 puis réorganisé en 1852, mais surtout essentiellement par des études à la faculté de droit. Hippolyte Carnot crée le 8 mars 1848 une École d'administration pour démocratiser l'accès à l'administration préfectorale. Mais dès le 9 août 1849 elle disparaissait. En 1889, l’École Coloniale, qui change de nom ultérieurement et devient l'École nationale de la France d'outre-mer est également, par défaut d'une autre structure, un creuset de formation de hauts fonctionnaires pour la métropole française. En 1945, Michel Debré  fonde une École nationale d'administration, dont sont désormais issus majoritairement les préfets des Ardennes, et ce depuis le milieu des années 1970.

### A quoi sert un préfet des Ardennes
Les fonctions des préfets en Ardennes sont les mêmes, sur le papier, que pour le reste de la France, et elles ont évolué avec l'évolution de la fonction. Les caractéristiques du territoire ont toutefois donné plus ou moins d'importance à tel ou tel volet de l'action des préfets.
Ce territoire est marqué culturellement par une diversité religieuse, avec une assez forte tradition protestante, calviniste, en particulier dans le pays sedanais, et par un taux d’alphabétisation élevé dès le XVIIIe siècle,, ce qui semble avoir favorisé à la fois les idées libérales, l'adhésion à la Nation française, et un certain conservatisme : il n'y a pas de grandes révoltes ou remous ni durant la Révolution française, ni au coup d'état du 18 brumaire, ni en 1848, ni en 1851. Et l'adhésion au régime républicain après la chute du Second empire s'est faite rapidement. D'où un contrôle politique, facette importante de l'activité des préfets au XIXe siècle, effectué sans grands heurts.
C'est un territoire agricole au sud du département et plus industriel dans sa partie septentrionale, avec une partie tertiaire plus faible. Cette structure d'activités a favorisé une dynamique économique au XIXe siècle mais se traduit, depuis la deuxième partie du XXe siècle, par une faible croissante, d'où des préoccupations économiques et depuis quelques décennies des drames sociaux à répétition. Et ceci malgré un effort auquel ont participé les préfets, pour désenclaver  le territoire par des voies de navigation, les chemins de fer, les liaisons autoroutières ou plus récemment par le TGV.

### Préfet des Ardennes en temps de guerre
Le département des Ardennes est le seul département français à avoir été envahi en totalité à trois reprises durant le XIXe siècle et à deux reprises durant le XXe siècle. Ces guerres sont des guerres totales. Levée en masse, réquisitions, franc-tireurs, guérillas, otages, pillages d'usines, ces conflits mobilisent au-delà des armées. En cela, ils touchent profondément les populations et les pouvoirs civils. 
En 1814 et 1815, les invasions provoquent la chute du régime napoléonien, créent des relations tendues entre les préfets et les autorités militaires françaises, et sont suivis de la révocation des préfets. En 1870, le Second Empire s'écroule durant le siège de Sedan, la République est proclamée à Paris, et le préfet en fonction dans les Ardennes, Tiburce Foy, décède de chagrin (dit-on).  Louis Tirman assure l'intérim de la fonction, à la demande du gouvernement de la Défense nationale, échappant à l'ennemi, jusque l'armistice franco-allemand de janvier 1871. Puis une seconde fois du 6 avril 1871, nommé par Adolphe Thiers, jusqu'au 19 décembre 1873. 
En 1914, le préfet Maurice Gervais est révoqué par le gouvernement français à la suite de remontées d'informations erronées de la hiérarchie militaire. Son successeur, Pierre Népoty, est obligé de reculer devant l'avancée des troupes allemandes et tente durant tout le conflit de venir en aide à la population ardennaise, réfugiée en dehors du département ou restée sur place, de Reims ou de Paris,,. Conscient de l'injustice de la révocation de son prédécesseur, Maurice Gervais, le gouvernement le renomme symboliquement préfet des Ardennes à la libération du territoire. En 1939-1940, le préfet des Ardennes doit gérer la drôle de guerre, puis la débâcle, l'exode d'une grande partie de la population et l'occupation allemande. Il revient dès que possible dans son département, occupé. Les difficultés avec les occupants provoquent une valse des préfets. À la Libération, le général de Gaulle nomme des préfets qui ont la difficile mission de rétablir l’État de droit,. 
Les deux conflits mondiaux du XXe siècle sont suivis d'une longue période de reconstruction, à la suite des dommages engendrés par la guerre et l'occupation ennemie.

### Localisation de la préfecture
Le siège de la préfecture est à Mézières, devenu Charleville-Mézières en 1966. Dans la continuité des choix du premier préfet des Ardennes, Joseph Frain, elle est installée dans l'ancienne École royale du génie de Mézières.

## Liste des préfets

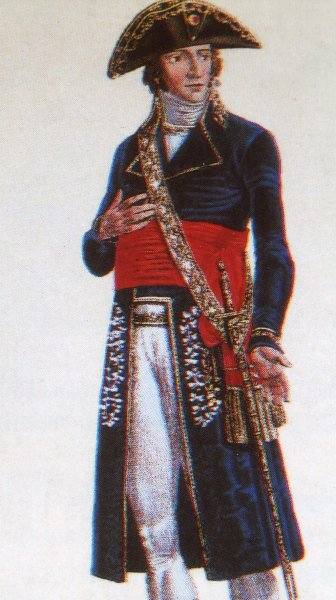
Préfet napoléonien

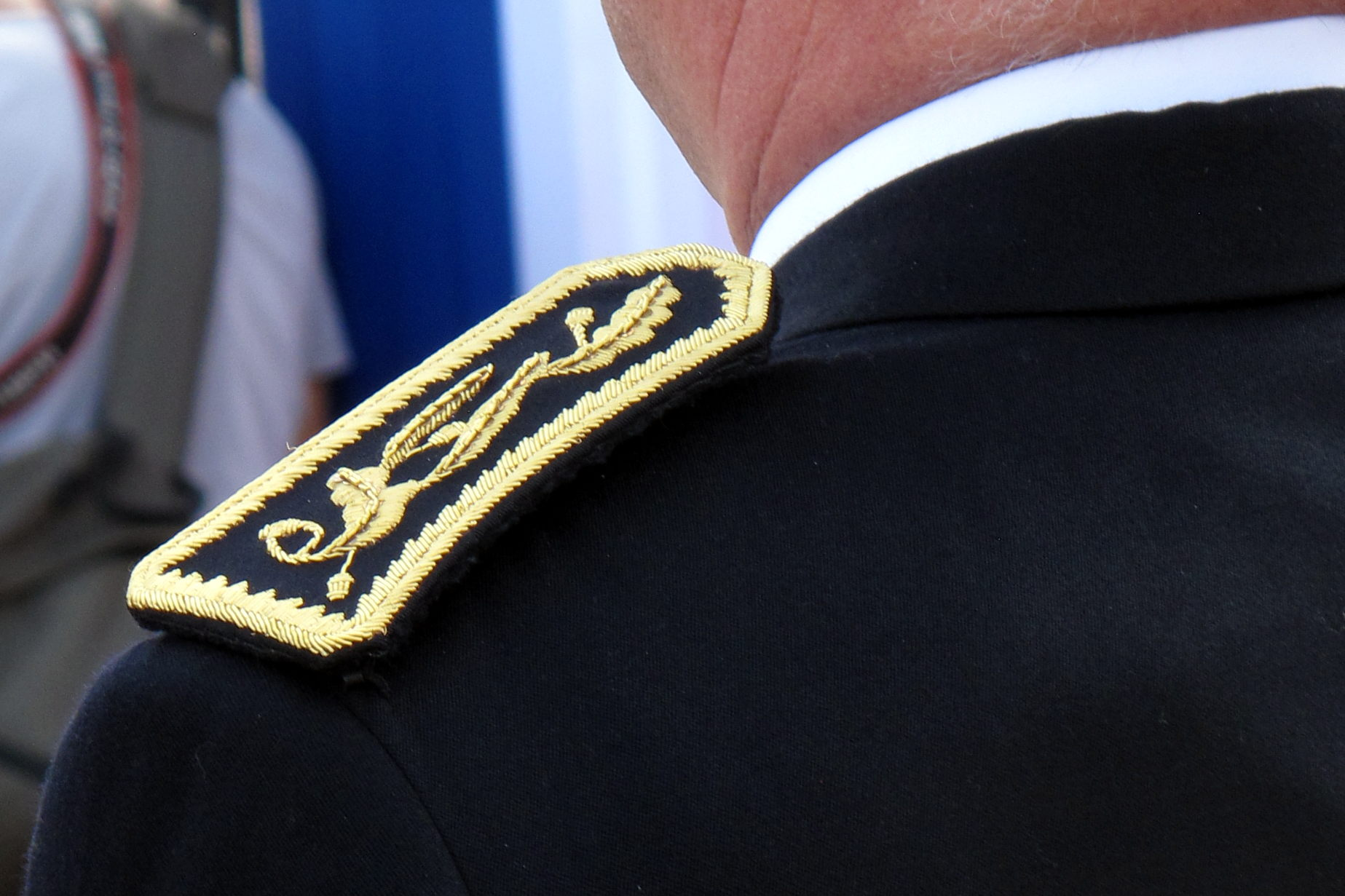
Tenue actuelle, épaulette

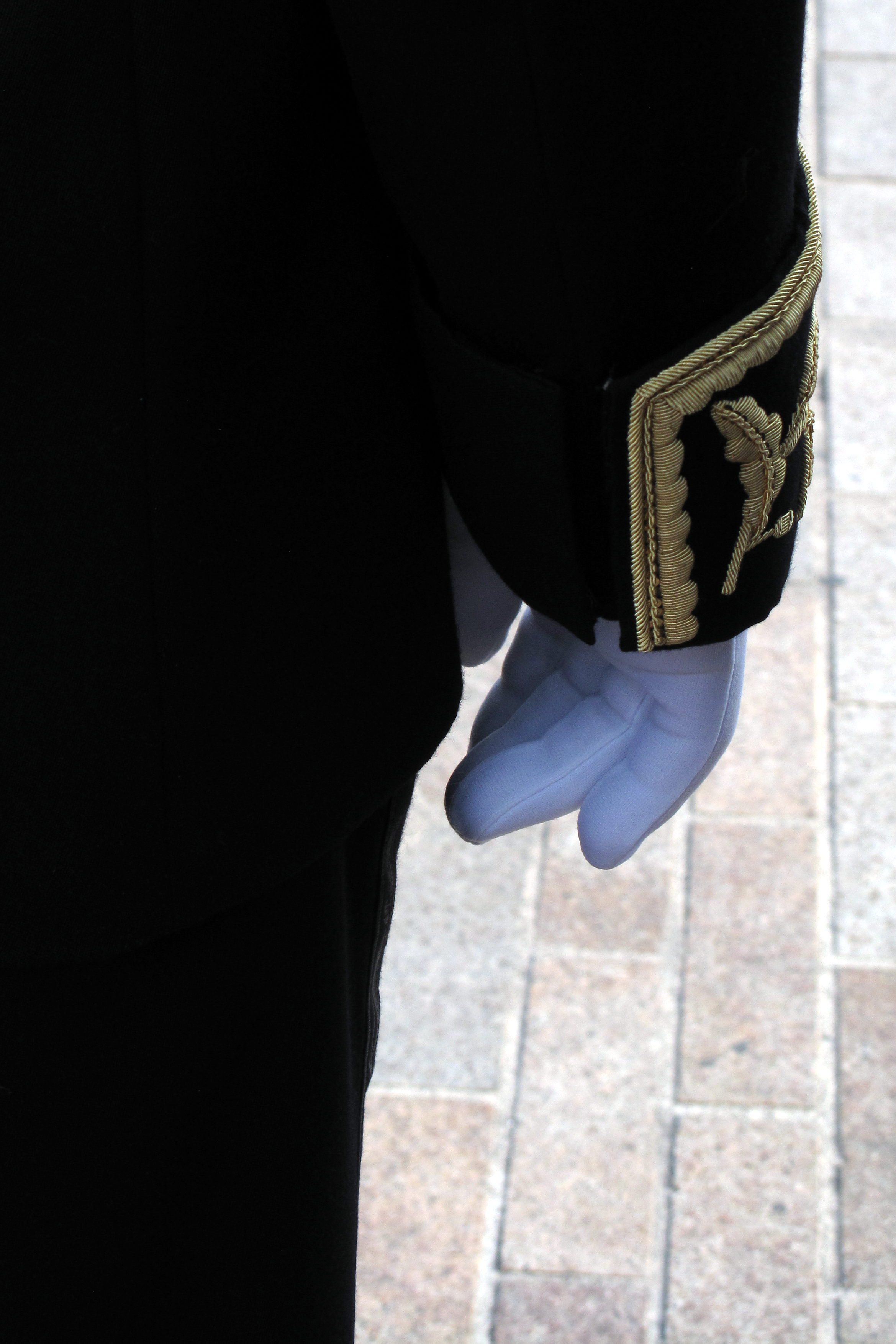
... et gant.

### Consulat et Premier Empire (An VIII- 1815)
Liste des préfets napoléoniens (Consulat et Premier Empire  (An VIII-1815)
| Période        | Nom                                      |
| -------------- | ---------------------------------------- |
| de 1800 à 1814 | Baron Joseph Frain                       |
| 1814           | Marquis Félix-Léonard de Roussy de Sales |
| 1815           | Baron Joseph Girod de Vienney de Trémont |
| 1815           | Baron Jean-Baptiste Rogniat              |

### Seconde Restauration (1815-1830)
Liste des préfets de la Seconde Restauration (1815-1830)
| Période        | Nom                                          |
| -------------- | -------------------------------------------- |
| de 1816 à 1819 | Comte de la Salle                            |
| de 1819 à 1823 | Anne Étienne Louis Harmand d'Abancourt       |
| de 1823 à 1828 | Antoine Édouard Herman                       |
| de 1828 à 1835 | Jérôme Reynaud de Bologne, baron de Lascours |

### Monarchie de Juillet (1830-1848)
Liste des préfets de la monarchie de Juillet (1830-1848)
| Période        | Nom                                                    | de 1835 à 1837 | Charles Hubert Henry |
| de 1837 à 1841 | Henri Gustave Choppin d'Arnouville                     |                |                      |
| de 1841 à 1848 | Alexandre Delon                                        |                |                      |
| 1848           | Jules Allin (commissaire du gouvernement, puis préfet) |                |                      |

### Deuxième République (1848-1851)
| Période | Période | Identité      | Fonction précédente | Observation |
| ------- | ------- | ------------- | ------------------- | ----------- |
| 1848    | 1849    | Alfred Mathey |                     |             |

### Second Empire (1851-1870)
| Période | Période | Identité            | Fonction précédente | Observation |
| ------- | ------- | ------------------- | ------------------- | ----------- |
| 1849    | 1870    | Vicomte Tiburce Foy |                     |             |
| 1870    | 1871    | Louis Tirman        |                     | intérim     |

### Troisième République (1870-1940)
Liste des préfets de la IIIe République (1870-1940)
| de 1870 à 1871                 | Charles Dauzon                                           |
| de 1871 à 1873                 | Louis Tirman                                             |
| de 1873 à 1875                 | Stéphane Philibert Richard Buchot                        |
| de 1875 à 1876                 | Henri Alphonse Jolivet de Riencourt                      |
| de 1876 à 1877                 | Paul Benoît Louis Dumarest                               |
| de janvier 1877 à juillet 1877 | Paul Duphenieux                                          |
| de juillet 1877 à fin 1877     | Charles René François Alban de Brosses, comte de Brosses |
| de 1877 à 1879                 | Adrien Payelle                                           |
| de 1879 à 1885                 | Albert Blondin                                           |
| de 1885 à 1889                 | Etienne Antoine Joucla-Pelous                            |
| de 1889 à 1890                 | Alexandre Debax                                          |
| de 1890 à 1893                 | Albert Delpech                                           |
| de 1893 à 1895                 | Paul Anatole Lardin de Musset                            |
| de 1895 à 1900                 | Paul Joly                                                |
| de 1900 à 1904                 | Félix Joseph Martin Feuillee                             |
| de 1904 à 1908                 | Henri Ramondon                                           |
| de 1908 à 1911                 | Poux-Laville                                             |
| de 1911 à 1912                 | Henri Cacaud                                             |
| de 1912 à 1914                 | Maurice Gervais                                          |
| de 1914 à 1918                 | Pierre Népoty                                            |
| en 1918                        | Maurice Gervais                                          |
| de 1918 à 1919                 | Paul Mathivet                                            |
| de 1919 à 1920                 | René Jules Brisac                                        |
| de 1920 à 1926                 | Paul Roquère                                             |
| de 1926 à 1929                 | Paul Bouët                                               |
| de 1929 à 1933                 | Jules Scamaroni                                          |
| de 1934 à 1936                 | Pierre Proteau                                           |
| en 1936                        | Guy Périer de Féral                                      |
| en 1936                        | Paul Amade                                               |
| de septembre 1936 à juin 1941  | Edmond Alexis Lucien Pascal                              |

### Régime de Vichy sous l'Occupation (1940-1944)
Liste des préfets du Régime de Vichy sous l'Occupation (1940-1944)
| en juin 1941                 | Pierre Philip    |
| de juin 1941 à juin 1942     | Marcel Daugy     |
| de juin 1942 à décembre 1943 | Robert Billecard |
| de janvier 1944 à août 1944  | Frantz Lambert   |

### GPRF et Quatrième République (1944-1958)
Liste des préfets et commissaires du GPRF et de la Quatrième République (1944-1958)
| d'août 1944 à octobre 1944 | Marc Scailliérez |
| d'octobre 1944 à 1945      | Georges Rastel   |
| de 1945 à 1946             | Camille Ernst    |
| de 1946 à 1947             | Maurice Picard   |
| de 1947 à 1956             | Maurice Daudin   |
| de 1957 à février 1959     | Jacques Saunier  |

### Cinquième République (Depuis 1958)
Liste des préfets de la Ve République (Depuis 1958)
| de février 1959 à décembre 1961  | Vitalis Cros                  |
| de janvier 1962 à août 1967      | Robert Hayem                  |
| d'août 1967 à novembre 1969      | Pierre Brunon                 |
| de novembre 1969 à avril 1974    | José Bellec                   |
| d'avril 1974 à 1976              | Henri Baudequin               |
| de 1976 à août 1979              | Jacques Monestier             |
| d'août 1979 à mai 1982           | Max Lavigne                   |
| de mai 1982 à octobre 1984       | Jean-Paul Marty               |
| d'octobre 1984 à novembre 1987   | Michel Mosser                 |
| de novembre 1987 à mars 1990     | Pierre Sébastiani             |
| d'avril 1990 à février 1994      | Philippe Callède              |
| de février 1994 à mars 1997      | Yves Henry                    |
| de mars 1997 à juin 2000         | Pierre Baraton                |
| de juin 2000 à juillet 2002      | Jean-Claude Vacher            |
| de juillet 2002 à janvier 2004   | Bernard Lemaire               |
| de janvier 2004 à août 2006      | Adolphe Colrat                |
| d'août 2006 à juillet 2008       | Catherine Delmas-Comolli      |
| de juillet 2008 à janvier 2011   | Jean-François Savy            |
| de janvier 2011 à décembre 2013  | Pierre N'Gahane               |
| de décembre 2013 au 8 juin 2016  | Frédéric Perissat             |
| de juin 2016 au 24 novembre 2019 | Pascal Joly                   |
| 25 novembre 2019                 | Jean-Sébastien Lamontagne (d) |
| 22 novembre 2021                 | Alain Bucquet,                |

## Liste des sous-préfets

### Sous-préfets de Charleville-Mézières
Entre 1800 et 1966, l'arrondissement portait le nom d'arrondissement de Mézières. 

### Sous-préfets de Rocroi (1800-1926)
L'arrondissement est supprimé en 1926, et les cantons furent rattachés à l'arrondissement de Mézières.